# Taibet
Taibet es un municipio (baladiyah) de la provincia o valiato de Tuggurt en Argelia. En abril de 2008 tenía una población censada de 20 174 habitantes.
Se encuentra ubicado al sureste del país, en el desierto del Sahara, cerca de la frontera con Túnez.